# Matilde da Bélgica
Matilde Maria Cristiana Gislaine d'Udekem d'Acoz (Uccle, 20 de janeiro de 1973) é a esposa do rei Filipe e Rainha Consorte da Bélgica desde 2013. Ela é a primeira consorte belga a ter nascido na Bélgica.

## Família
De ascendência belga e polonesa, Matilde nasceu em uma família aristocrática. Embora seu avô e seu tio fossem barões, ela e seu pai eram membros de uma nobreza que tinha direito ao título nobiliárquico neerlandês de "Jonkvrouw" (ou jonkheer, no masculino).
O pai de Matilde é o jonkheer Patrick d'Udekem d'Acoz (n. 1936), que foi elevado a conde com o casamento de sua filha. Sua mãe é a condessa Anna Maria Komorowska (n. 1947), uma descendente da szlachta polonesa. A princesa, pelo lado familiar materno, tem ancestrais de várias famílias aristocráticas, como a Czartoryski, a Lubomirski, a Zamoyski, a Komorowski, a Potulicki, a Sanguszko, entre outras.
Matilde tem três irmãs menores, Marie-Alix, Elisabeth e Hélene, e um irmão, Charles-Henri.
Um primo distante de Matilde é o ex-presidente da Polônia, Bronisław Komorowski. O músico Art Sullivan é também primo dela através de sua mãe.

## Educação

### Primeira educação
A princesa fez a sua educação secundária no Institut de la Vierge Fidèle, em Bruxelas, de 1991 a 1994.

### Ensino superior
Ela estudou fonoaudiologia no Institut Libre Marie Haps, também em Bruxelas, obtendo um diploma com distinção acadêmica magna cum laude. Matilde trabalhou como terapeuta de fala, entre 1995 e 1999.
Ela também estudou psicologia na Universidade Católica de Lovaina, obtendo um diploma com distinção cum laude no ano de 2002.

### Idiomas
Matilde fala francês, holandês, inglês e italiano. [carece de fontes?]

## Carreira profissional
Matilde trabalhou como terapeuta da fala em Bruxelas, de 1995 a 1999.

## Namoro e casamento

### Noivado
Quando o noivado entre Matilde e Filipe, o qual nunca teve até então um relacionamento com alguma mulher tornado público, foi anunciado, a Bélgica ficou surpresa. Antes do casamento, em 8 de novembro de 1999, por decreto real belga, Matilde tornou-se uma princesa da Bélgica, e seu pai e dois tios foram elevados a condes.

### Casamento
Mathilde casou com o príncipe Filipe, a 4 de dezembro de 1999 em Bruxelas, casou por o civil na Câmara Municipal de Bruxelas e religiosamente na Catedral de São Miguel e Santa Gudula, localizada em Bruxelas na Bélgica. Vestido de noiva de Matilde foi desenhado pelo estilista Edouard Vermeulen. Ela tornou-se uma Princesa da Bélgica em 08 de novembro de 1999 (publicada em 13 de novembro de 1999 e em vigor a partir 04 de dezembro de 1999).

### Filhos
Com o casamento, que ocorreu em 4 de dezembro de 1999, na cidade deBruxelas, ela se tornou Sua Alteza Real a Duquesa de Brabante. O casal tem quatro filhos:
- Princesa Isabel, Duquesa de Brabante, nascida em 25 de outubro de 2001. É a primeira na linha de sucessão, assim se tornará a primeira rainha reinante dos Belgas.
- Príncipe Gabriel da Bélgica, nascido em 20 de agosto de 2003.
- Príncipe Emanuel da Bélgica, nascido em 4 de outubro de 2005.
- Princesa Leonor da Bélgica, nascida em 16 de abril de 2008.

Graças a uma reforma nas leis da linha de sucessão ao trono belga (ver lei sálica), a princesa Isabel é a primeira na linha de sucessão ao trono belga, assim ela sucederá o seu pai. Os príncipes Gabriel, Emanuel e Leonor seguem na linha sucessória após a sua irmã mais velha.

### Residência oficial

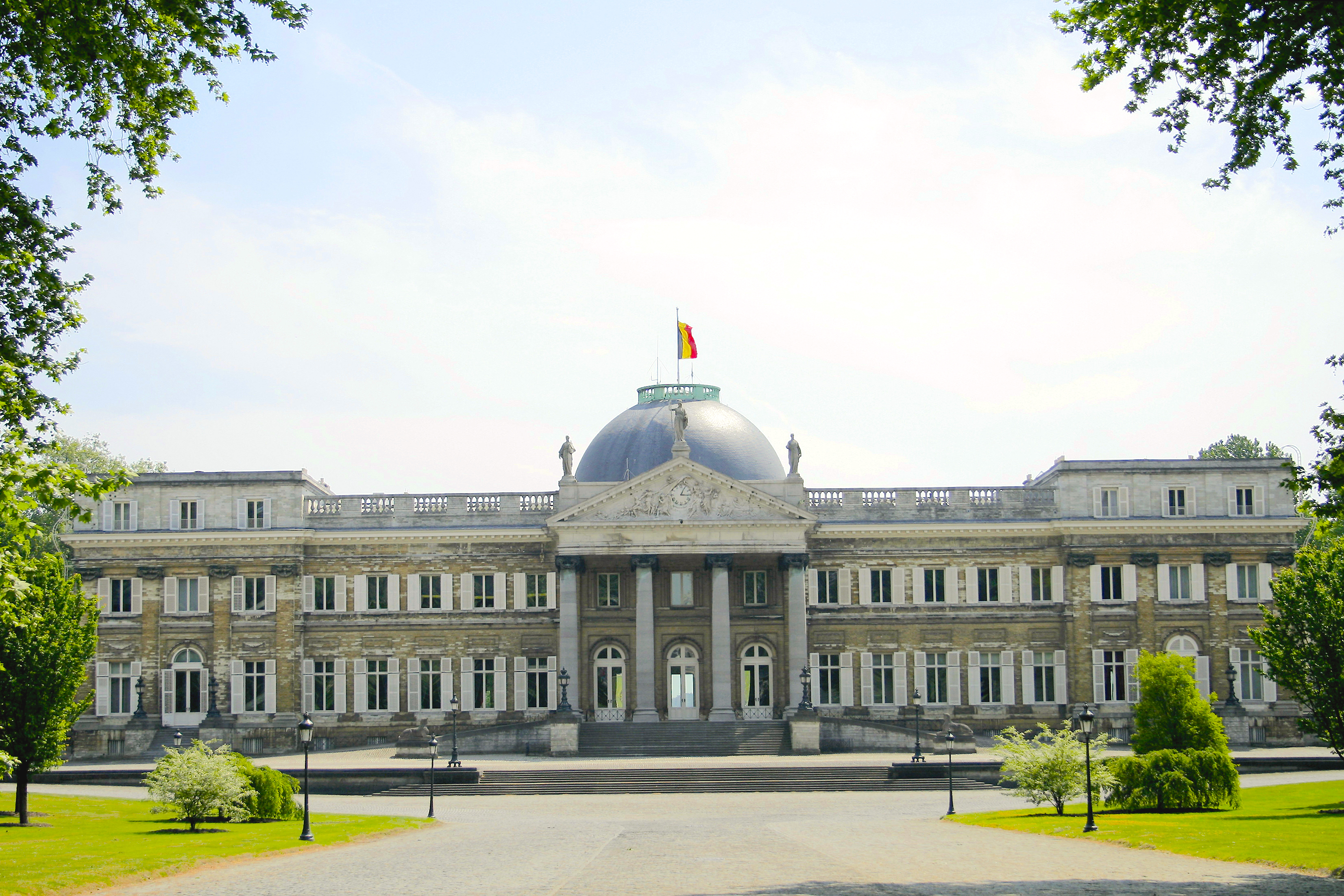
Fachada do Castelo Real de Laeken, a atual residência oficial da família.

A princesa Matilde atualmente reside com o marido Filipe, Duque de Brabante e os quatro filhos do casal no Castelo de Laeken.
A propriedade também abriga as famosas Estufas Reais de Laeken, projectadas tanto por Balat como por Victor Horta, acessíveis ao público durante três semanas por ano. Além das estufas reais, é famoso pelas suas cavalariças, pelo pavilhão chinês e pela Torre Japonesa, a oficina de pintura da rainha Isabel.
A pedido da rainha, foi recentemente restaurado o pavilhão onde cresceram os filhos de Leopoldo III, para que aqui possam brincar a princesa Isabel, os seus irmãos, primos e primas.

## Vida como princesa
Como princesa da Bélgica, Matilde realiza uma série de papéis oficiais, inclusive representando a Bélgica em visitas oficiais de Estado, recebendo visitas de Estado a partir do estrangeiro, e como patrono de muitas instituições de caridade. Ela faz parte do anual Fórum Económico Mundial em Davos, desde 2007, a princesa tem sido um membro do grupo de Jovens Líderes Globais.
Com o príncipe Filipe, ela levou missões económicas para os EUA em 2011 e para o Vietname em 2012.
Desde 2009, Matilde tem sido a presidente de honra da Unicef na Bélgica. Ela serve a Organização Mundial de Saúde é representante especial para a imunização.
Ela também preside a cerimónias de entrega de prémios do rei Balduíno para o desenvolvimento internacional.

### Fundo princesa Matilde
Ela criou o Fundo Princesa Mathilde em 2001, que promove o cuidado de pessoas vulneráveis e tem um prémio anual para as boas obras em um setor particular. O tema muda a cada ano: os exemplos incluem os primeiros anos de educação, a saúde das mulheres e protege os jovens da violência.

### Afilhados
Matilde é madrinha da princesa Alexia dos Países Baixos e da princesa Isabela da Dinamarca.

## Títulos, honras e brasões

### Títulos
- 1973 - 1999: "Jonkvrouw Matilde d'Udekem d'Acoz"
- 1999: "Sua Alteza Real, a princesa Matilde da Bélgica"
- 1999 - 2013: "Sua Alteza Real, a Duquesa de Brabante"
- 2013 - presente: "Sua Majestade a Rainha dos Belgas"

### Honras
- Grã-Cruz da Ordem da Rosa Branca (2004) -
- Dama da Ordem do Santo Sepulcro (Junho 2010) -
- Grã-Cruz da Ordem de Adolphe de Nassau (2007) -
- Grã-Cruz da Ordem de Orange-Nassau (2006) -
- Grã-Cruz da Ordem de Santo Olavo (2003) -
- Grã-Cruz da Ordem do Mérito da República da Polónia (2004) -
- Grã-Cruz da Ordem Militar de Cristo (08/03/2006) - [1]
- Grande-Colar da Ordem do Infante D. Henrique (22/10/2018) - [1]
- Grã-Cruz da Ordem de Isabel a Católica (2000) -
- Comandante Grã-Cruz da Ordem da Estrela Polar (2001) -

### Brasões
|  |  |  |  |  |  |